# Abarema alexandri
Abarema alexandri és una espècie de llegum del gènere Abarema de la família Fabaceae. És endèmica de Jamaica, on es pot trobar en boscos o en terrenys amb matolls sobre sòls calcaris.